# Île Lawson
Pour les articles homonymes, voir Lawson.
L'île Lawson (en anglais : Lawson Island) est une île située près de la côte nord-orientale du Canada, à l'extrême Nord du Labrador entre la Baie d'Ungava et la Mer du Labrador.
L'île a une superficie de 20 km2 et appartient à la province du Nunavut.